# Asztraháni kánok listája

Az államalakulat térképe

Az alábbi lista az Asztraháni Kánság (az Arany Horda egyik utódállama) uralkodóit tartalmazza 1465-től 1556-ig.
| Uralkodó           | Uralkodott                 | Megjegyzés                                        |
| ------------------ | -------------------------- | ------------------------------------------------- |
| Mahmúd             | kán: 1465, †1476           | Korábban az Arany Horda kánja. Más néven: Mäxmüd. |
| I. Kvaszim         | kán: 1476–1495, †1500      | Mahmúd fia.                                       |
| Abdal-karim        | kán: 1495, †1515           | I. Kvaszim unokatestvére.                         |
| Dzsanibég          | kán: 1515, †1523           | Mahmúd fia.                                       |
| Huszein            | kán: 1524, †1531           | Abdal-karim unokatestvére.                        |
| Iszlám Giráj       | kán: 1531-ben              | Krími kán.                                        |
| II. Kvaszim        | kán: 1531, †1532           | Huszein unokaöccse.                               |
| Ak Kübek           | kán: 1532-ben, ld. alább   |                                                   |
| Abd-al-rahman      | kán: 1533–1537, ld. alább  | Abdul-Kerim fia.                                  |
| Darvis Gáli        | kán: 1537–1540, ld. alább  | II. Kvaszim unokatestvérének a fia.               |
| Abd-al-rahman (2x) | kán: 1540–1545, †1545 után |                                                   |
| Ak Kübek (2x)      | kán: 1545, †1550           |                                                   |
| Dzsagmurhi         | kán: 1552–1554, †1555      |                                                   |
| Darvis Gáli (2x)   | kán: 1554–1556, †1558?     |                                                   |

## Fordítás
- Ez a szócikk részben vagy egészben  a   List of Qasim khans című angol Wikipédia-szócikk fordításán alapul.  Az eredeti cikk szerkesztőit annak laptörténete sorolja fel. Ez a jelzés csupán a megfogalmazás eredetét és a szerzői jogokat jelzi, nem szolgál a cikkben szereplő információk forrásmegjelöléseként.